# جردن باوری
جردن باوری (انگلیسی: Jordan Bowery؛ زادهٔ ۲ ژوئیهٔ ۱۹۹۱) بازیکن فوتبال اهل بریتانیا است.
از باشگاه‌هایی که در آن بازی کرده‌است می‌توان به باشگاه فوتبال دونکستر راورز، باشگاه فوتبال روترهام یونایتد، باشگاه فوتبال بارو، باشگاه فوتبال استون ویلا، باشگاه فوتبال آکسفورد یونایتد، باشگاه فوتبال چسترفیلد، و باشگاه فوتبال برادفورد سیتی اشاره کرد.